# Ägyptisch-griechische Beziehungen
Die Ägyptisch-griechischen Beziehungen sind das bilaterale Verhältnis zwischen Ägypten und Griechenland. Die Kontakte der alten ägyptischen und griechischen Zivilisationen im Mittelmeerraum lassen sich bis in die Antike zurückverfolgen und beide Kulturen beeinflussten sich gegenseitig stark, mit einer sehr langen griechischen Präsenz in Ägypten. Die modernen diplomatischen Beziehungen zwischen den beiden Ländern wurden nach der Unabhängigkeit Griechenlands im Jahr 1833 mit der Ernennung eines griechischen Konsuls in Alexandria aufgenommen. Im 21. Jahrhundert unterhalten beide Länder freundschaftliche Beziehungen und kooperieren politisch, wirtschaftlich und diplomatisch eng. Eine weitere zunehmend wichtige Komponente der bilateralen Beziehungen ist die sicherheitspolitische Zusammenarbeit, mit gemeinsamen Militärübungen und regelmäßigen Treffen relevanter Personen. Beide Länder sind auch Mitgliedsstaaten der Union für den Mittelmeerraum.

## Geschichte

### Vorgeschichte

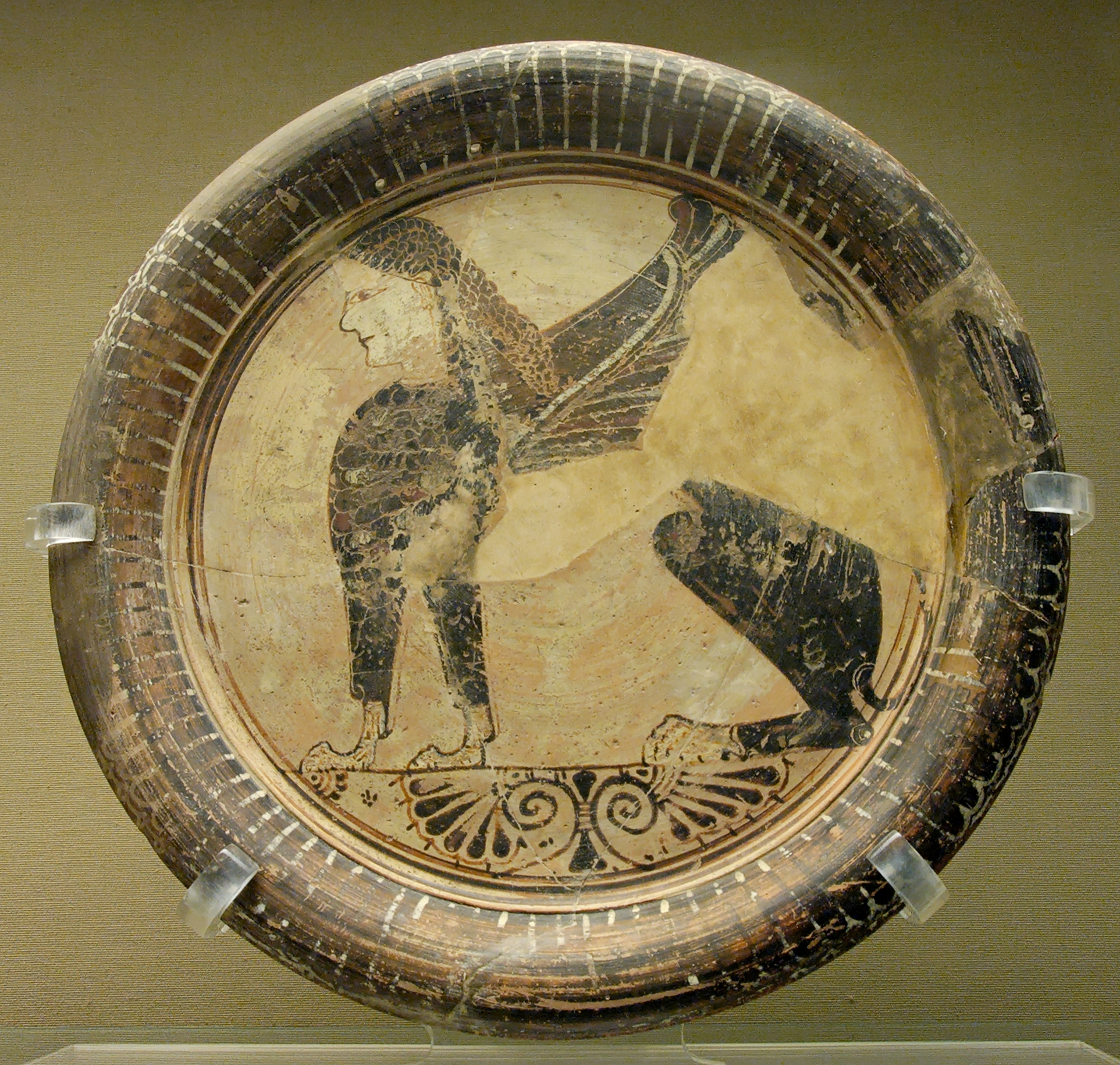
Griechisch-ägyptischer Teller aus Naukratis (6. Jahrhundert v. Chr.)

Das antike Griechenland und das alte Ägypten unterhielten Handelsbeziehungen, welche sich auf die Zeit der Minoischen Kultur der Bronzezeit zurückverfolgen lassen. Griechen waren mindestens seit dem 7. Jahrhundert v. Chr. in Ägypten präsent. Der Historiker Herodot besuchte das alte Ägypten im 5. Jahrhundert v. Chr. und behauptete, dass die Griechen eine der ersten Gruppen von Ausländern waren, die jemals dort lebten. Im 7. Jahrhundert v. Chr., nach dem griechischen Dunklen Zeitalter von 1100 bis 750 v. Chr., wurde im alten Ägypten die Stadt Naukratis am Nil gegründet. Sie war die erste und für einen Großteil ihrer frühen Geschichte die einzige dauerhafte griechische Kolonie in Ägypten und fungierte als Knotenpunkt für den Austausch von griechischer und ägyptischer Kunst und Kultur. Als wichtigster Seehafen für den griechisch-ägyptischen Handelsaustausch fungierte der Hafen von Herakleion. Einige griechische Söldner spielten auch eine wichtige Rolle in altägyptischen Kriegen, so stand der griechische Mentor von Rhodos im Dienste des ägyptischen Pharaos Nektanebos II. und Griechen spielten eine wichtige Rolle für die Ägypter während der Schlacht bei Pelusium gegen die Perser. Auch griechische Stadtstaaten wie Athen unterstützten die Ägypter gegen die persischen Achämeniden.
Alexander der Große eroberte Ägypten in einer frühen Phase seiner Eroberungen 331 v. Chr. Er respektierte die pharaonischen Religionen und Bräuche und wurde zum Pharao. Alexander gründete die nach ihm benannte Stadt Alexandria an der Mittelmeerküste, welche über Jahrhunderte die Hauptstadt Ägyptens sein sollte. Nach seinem Tod im Jahr 323 v. Chr. wurde sein Reich unter den Diadochen aufgeteilt. Ägypten ging an Ptolemaios I. Soter, dessen Nachkommen eine griechisch-makedonische Königsdynastie Ägyptens begründeten. Ptolemäus verlieh seiner Herrschaft in Ägypten zusätzliche Legitimität, indem er Alexanders Leichnam erwarb. Er fing den einbalsamierten Leichnam auf dem Weg zur Bestattung ab, brachte ihn nach Ägypten und legte ihn in Alexandria in einen goldenen Sarg. Dieser blieb viele Jahre lang eine der berühmten Sehenswürdigkeiten der Stadt, bis er wahrscheinlich im 3. Jahrhundert zerstört wurde. Die Ptolemäerdynastie bestand ausschließlich aus ethnischen Griechen und brachte berühmte Mitglieder wie Kleopatra VII. hervor. Alexandria wurde unter den Ptolemäern zum Zentrum der griechischen und hellenistischen Welt und zum Zentrum des internationalen Handels, der Kunst und der Wissenschaft. Der Leuchtturm von Alexandria war eines der Sieben Weltwunder der Antike, und die Bibliothek von Alexandria war während der Herrschaft von Ptolemäus II. Philadelphus die größte Bibliothek der Welt. Als integrativen griechisch-ägyptischen Gott führten die Ptolomäer Serapis ein, welcher die Eigenschaften von Osiris, des Apis-Stiers und griechisch-römischer Gottheiten wie Zeus-Jupiter und Hades-Pluto verband.

Gebiet des Byzantinischen Reiches über Zeit

Nach der Eroberung Ägyptens durch das Römische Reich blieb der Einfluss der Griechen in Ägyptens groß und eine griechisch-römische Elite herrschte über eine mehrheitlich koptisch-sprachige ägyptische Bevölkerung. Unter griechisch-römischer Herrschaft gab es in Ägypten mehrere griechische Siedlungen, vor allem in Alexandria, aber auch in einigen anderen Städten, wo griechische Siedler neben den einheimischen Ägyptern lebten. Griechen lebten auch in der Oasenstadt Fayyum, wobei die Mumienporträts aus dieser Zeit Zeugnis von der griechisch-römisch-ägyptischen Zeit dieser Periode abgeben. Nach der Reichsteilung von 395 verblieb Ägypten bis zur arabisch-islamischen Eroberung im 7. Jahrhundert unter dem Einfluss des griechisch geprägten Oströmischen bzw. Byzantinischen Reiches. Mit dem machtpolitischen Aufstieg des Osmanischen Reiches im 15. und 16. Jahrhundert gelangten sowohl Griechenland als auch Ägypten unter die Kontrolle der Osmanen. Die griechische Kultur und der politische Einfluss setzten sich in dieser Periode fort und erreichten vielleicht sogar einen ihrer Höhepunkte während der Osmanenherrschaft in Ägypten, in dem viele osmanische Gouverneure und Paschas griechischer Abstammung Ägypten beherrschten. Makbul Ibrahim Pascha, Großwesir von Suleiman dem Prächtigen von 1520 bis 1566 und 1525 Gouverneur von Ägypten, ist vielleicht der bekannteste.

### Moderne Beziehungen
Im Jahr 1825, während des griechischen Unabhängigkeitskrieges, kam Ibrahim Pascha von Ägypten den Osmanen zu Hilfe, und es waren die Schlacht von Navarino und die Morea-Expedition, die ihn zum Rückzug zwangen. Nach 1830 wurden diplomatische Beziehungen zwischen der Ersten Hellenische Republik bzw. dem Königreich Griechenland und dem Khedivat Ägypten aufgenommen, welches nominal unter osmanischer Oberherrschaft stand, jedoch weitgehend autonom agierte und in den 1860er Jahren unter den Einfluss des Britischen Weltreichs fiel. Im späten 19. und frühen 20. Jahrhundert spielte die griechische Minderheit eine wichtige Rolle in der ägyptischen Wirtschaft. Die ersten Banken in Ägypten wurden von Griechen gegründet und es waren auch griechische Landwirte und Bauern, die als erste systematisch und mit wissenschaftlicher Planung Baumwolle und Tabak anbauten. Die für die Zigarettenherstellung verwendeten Tabaksorten, z. B. von Kyriazi Freres, waren griechischen Ursprungs. Auch zahlreiche Zweige der sich entwickelten lebensmittelverarbeitenden Industrie wurden von griechisch-ägyptischen Familien dominiert. Es gab griechische Schulen, Theater, Kinos und Zeitungen. Die griechische Gemeinschaft in Ägypten hat auch zahlreiche Künstler, Schriftsteller, Diplomaten und Politiker hervorgebracht, von denen der Dichter Konstantinos Kavafis und der Maler Konstantinos Parthenis die bekanntesten sind. Mit der agyptischen Revolution 1952 und dem Aufkommen des panarabisch-sozialistischen Nasserismus verschlechterte sich allerdings die Situation der Griechen in Ägypten, als Nasser diskriminierende Gesetze gegen Ausländer zum Zweck der Arabisierung des Landes erließ. Die Suezkrise verschärfte die Lage und der in den 1930er Jahren begonnene Exodus der griechischen Minderheit verstärkte sich. Die griechische Regierung versuchte, sich für ihre Landsleute einzusetzen und half Griechen später bei der Emigration. Von knapp 300.000 Griechen verließen die meisten schließlich Ägypten und nur noch knapp 5000 verblieben im Land. Mit der Vertreibung der Griechen aus dem östlichen Mittelmeerraum wendete Griechenland sich außenpolitisch stärker dem Westen und der EWG zu.

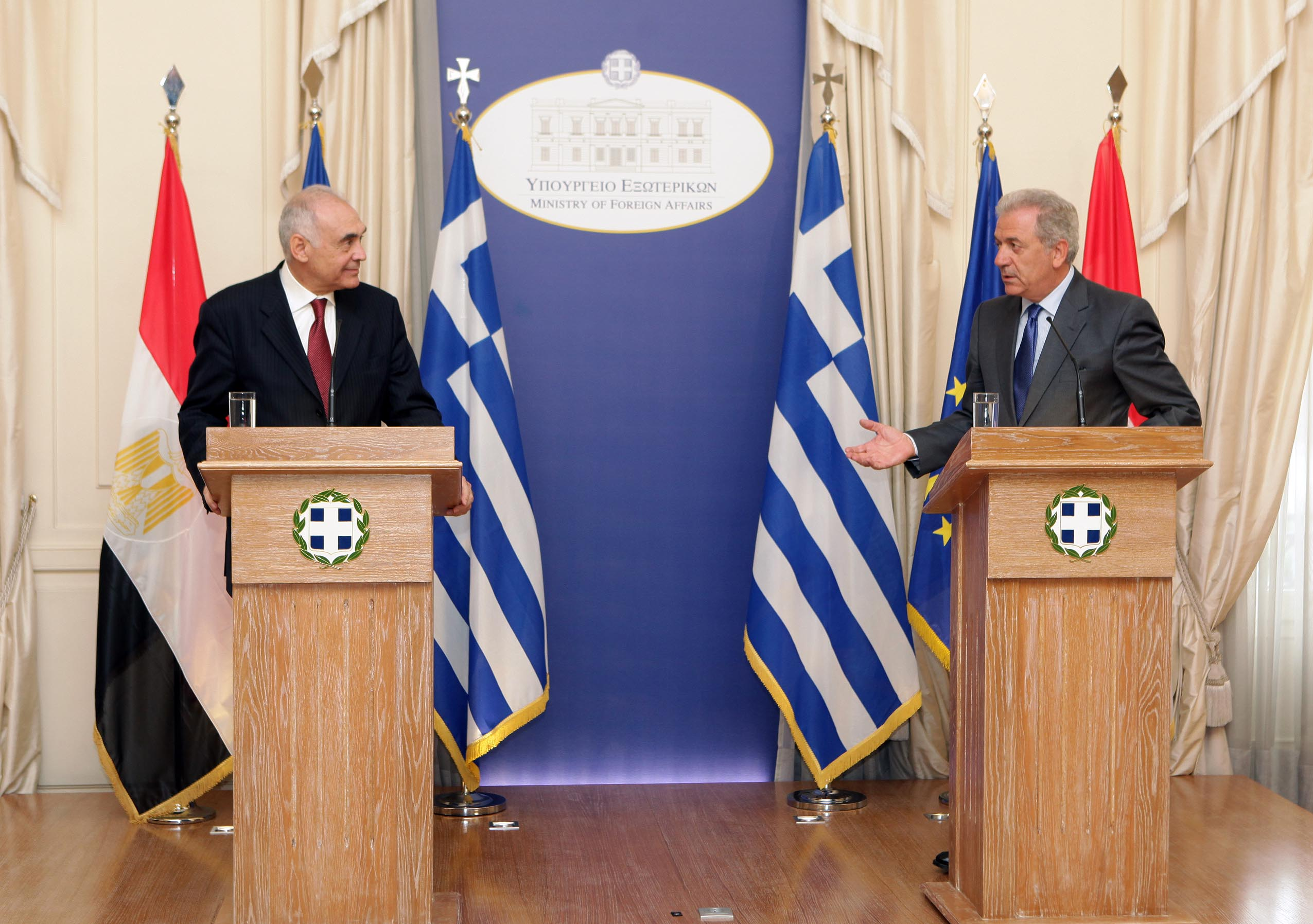
Griechisch-ägyptisches Treffen (2013)

Im 21. Jahrhundert haben die Beziehungen zwischen Griechenland und Ägypten wieder an Bedeutung gewonnen. Im Jahre 2013 wurde eine Zusammenarbeit zwischen Griechenland, Zypern, und Ägypten vereinbart und ein Jahr später trafen sich die Staatschefs der drei Länder erstmals zu einem seitdem regelmäßig abgehaltenen trilateralen Treffen. Beide Länder koordinieren ihre Politik im östlichen Mittelmeerraum eng und es wurde wiederholt von einer strategischen Partnerschaft zwischen beiden Ländern gesprochen. Am 6. August 2020 unterzeichneten Ägypten und Griechenland ein Abkommen über die ausschließlichen Wirtschaftszonen (AWZ) der beiden Länder. Der Hauptgrund für die Entscheidung der Länder, das Abkommen zu unterzeichnen, war ein von zahlreichen Staaten stark kritisiertes Seeverkehrsabkommens zwischen Libyen und der Türkei, aber auch der Abbau von Spannungen im östlichen Mittelmeerraum. Die Türkei reagierte rasch auf das bilaterale Abkommen, indem sie es als „nicht existent“ bezeichnete, da es im Widerspruch zu dem zwischen der Türkei und der libyschen Regierung der Nationalen Übereinkunft unterzeichneten Abkommen stehe. Sowohl Ägypten unter Abdel Fatah al-Sisi als auch Griechenland unterhalten belastete Beziehungen zur Türkei, was beide Länder verbindet. Im April 2021 unterzeichneten Griechenland, Zypern und Ägypten ein trilaterales militärisches Kooperationsprogramm, um die militärische Zusammenarbeit zwischen den Ländern zu verbessern und auszubauen.

## Wirtschaftsbeziehungen
Für die griechische Schiffsfahrt ist der ägyptische Suezkanal von großer Bedeutung, was Ägypten für die Wirtschaft Griechenlands sehr große Bedeutung verleiht. Beide Länder haben ihre Wirtschaftsbeziehungen ausgebaut und das bilaterale Handelsvolumen wuchs von 1,4 Milliarden US-Dollar (2014) auf 4 Milliarden US-Dollar (2021). Drei Milliarden Dollar davon waren ägyptische Exporte nach Griechenland und eine Milliarde Dollar ägyptische Importe aus Griechenland. Beide Länder haben ihre Kooperation im Bereich Energie vertieft und Griechenland importiert aus Ägypten Flüssigerdgas und Erdöl. Es gibt außerdem Pläne (Stand 2023) für ein Stromkabel zwischen Ägypten und Griechenland, über das in Ägypten erzeugte erneuerbare Energie auf den EU-Strommarkt abgesetzt werden könnte. Das von der Europäischen Kommission vorgeschlagene Projekt hätte ein Investitionsvolumen von 8 Milliarden Euro.

## Diplomatische Standorte
- Ägypten hat eine Botschaft in Athen und ein Generalkonsulat in Thessaloniki.
- Griechenland unterhält eine Botschaft in Kairo und ein Generalkonsulat in Alexandria.

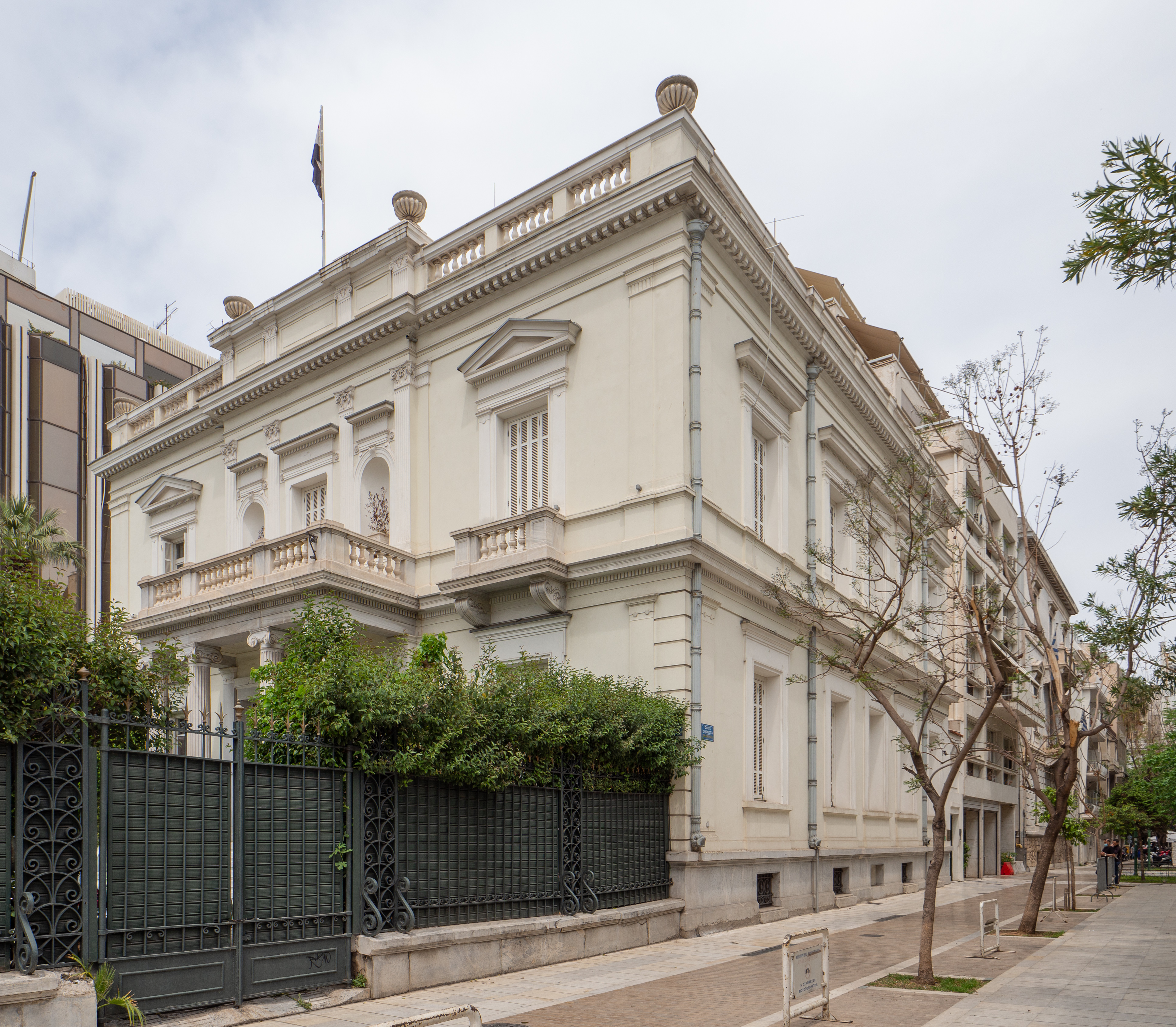
Ägyptische Botschaft in Athen